# آسيا عبد الله (سياسية)
آسيا عبد الله هي سياسة وناشطة كوردية بارزة، تعمل على تأسيس الإدارة الذاتية لشمال وشرق سوريا. وهي رئيسة مشاركة في حركة المجتمع الديمقراطي، كما شغلت سابقاً منصب رئيسة مشاركة في حزب الاتحاد الديمقراطي السوري. وتشغل منصب دائم في اتحاد الجمعيات الكردية (KCK)، وهي من العاملين في الهيئات الإدارية العليا بالاتحاد. وقد شاركت في العديد من المؤتمرات واللقاءات مع قادة العالم لحشد الدعم للمشروع السياسي الكوردي في شمال سوريا.

## المسيرة السياسية

### نشاطها السياسي المبكر
خدمت عبد الله في حزب العمال الكردستاني (PKK) لمدة 25 سنة تقريباً منذ تأسيسه، وكانت بداية تدريبها وخدمتها في جبل قنديل ثم انتقلت إلى سوريا لاحقاً.

## حزب الاتحاد الديمقراطي السوري
تعتبر آسيا عبد الله أحد الأعضاء المؤسسين لحزب الاتحاد الديمقراطي السوري (PYD)، ويهدف الحزب لمد جذور الديمقراطية بواسطة التمثيل الشعبي والنسوي في البرلمان السوري. تم انتخابها كرئيس مشارك لحزب الاتحاد الديمقراطي في يونيو 2012 وقادت الحزب مع صالح مسلم حتى سبتمبر 2017.
خلال الحرب الأهلية السورية سنة 2012 مثلت آسيا عبد الله الإدارة الذاتية لشمال وشرق سوريا، وخلال أحد المقابلات أعلنت أن العنف ليس الحل للمشكلة السورية وانما تشكيل كانتونات لها حكم ذاتي ديمقراطي.
في نوفمبر 2016 ألقت عبد الله خطابًا رئيسيًا في مؤتمر القمة العالمي الجديد في أوسلو، واصفت من خلالها تجربة الإدارة الذاتية لشمال سوريا. كما مثل عبد الله حزب الاتحاد الديمقراطي في اجتماع مع الرئيس الفرنسي فرانسوا أولاند في باريس في فبراير 2015.